# W 비
W 비는 SK텔레시스가 2010년 5월 3일에 출시한 휴대 전화기이다.